# Escándalo de las escuelas de Sichuan

Magnitud del terremoto

Después del terremoto del 12 de mayo de 2008 en la provincia china de Sichuan, hubo una serie de acusaciones de corrupción contra funcionarios implicados en la construcción de escuelas en las regiones afectadas por el terremoto. Cobró impulso en mayo y junio de 2008, y las acusaciones culminaron en protestas de padres afligidos de niños que murieron en el terremoto como resultado del colapso de varias escuelas en la zona.
El escándalo finalmente se convirtió en un punto central de la información sobre los esfuerzos de rescate tras el terremoto, e ingenieros civiles chinos, blogueros, activistas y medios de comunicación extranjeros llamaron la atención sobre las acusaciones. Varios informes alegaron que los funcionarios del gobierno local y las empresas constructoras fueron negligentes en la construcción de escuelas, y que ignoraron los estándares de ingeniería civil, ahorraron en materiales y realizaron chapuzas, mientras se embolsaban la diferencia.
A pesar de la apertura inicial a la información independiente y a los medios extranjeros, el Gobierno chino intentó restar importancia al tema y suprimir las críticas. Además, los gobiernos locales intentaron aplacar a los padres afligidos con una compensación monetaria a cambio de su silencio. Si bien las autoridades chinas fueron elogiadas inicialmente por los medios internacionales por su respuesta rápida y eficaz al terremoto, el escándalo de la construcción de las escuelas socavó gravemente las reacciones positivas iniciales, particularmente entre los medios occidentales. Las publicaciones sobre el escándalo inundaron los portales en línea y foros de discusión chinos y popularizaron la frase «escuelas de restos de tofu» (en chino, 豆腐渣校舍). El activismo en Internet presionó al gobierno central para que se comprometiera a realizar investigaciones sobre las acusaciones, pero no fue seguido por ninguna acción sustancial.

## Antecedentes
Los edificios construidos estrictamente según las especificaciones de planificación civil no colapsarían durante un terremoto. Cualquier edificio que se derrumbó instantáneamente no cumplió con los estándares de planificación civil. O el diseño no era adecuado o la ingeniería no era adecuada.
Liang Wei [梁伟], Vicepresidente Ejecutivo de Planificación Urbana, Diseño e Investigación de la Universidad Tsinghua.

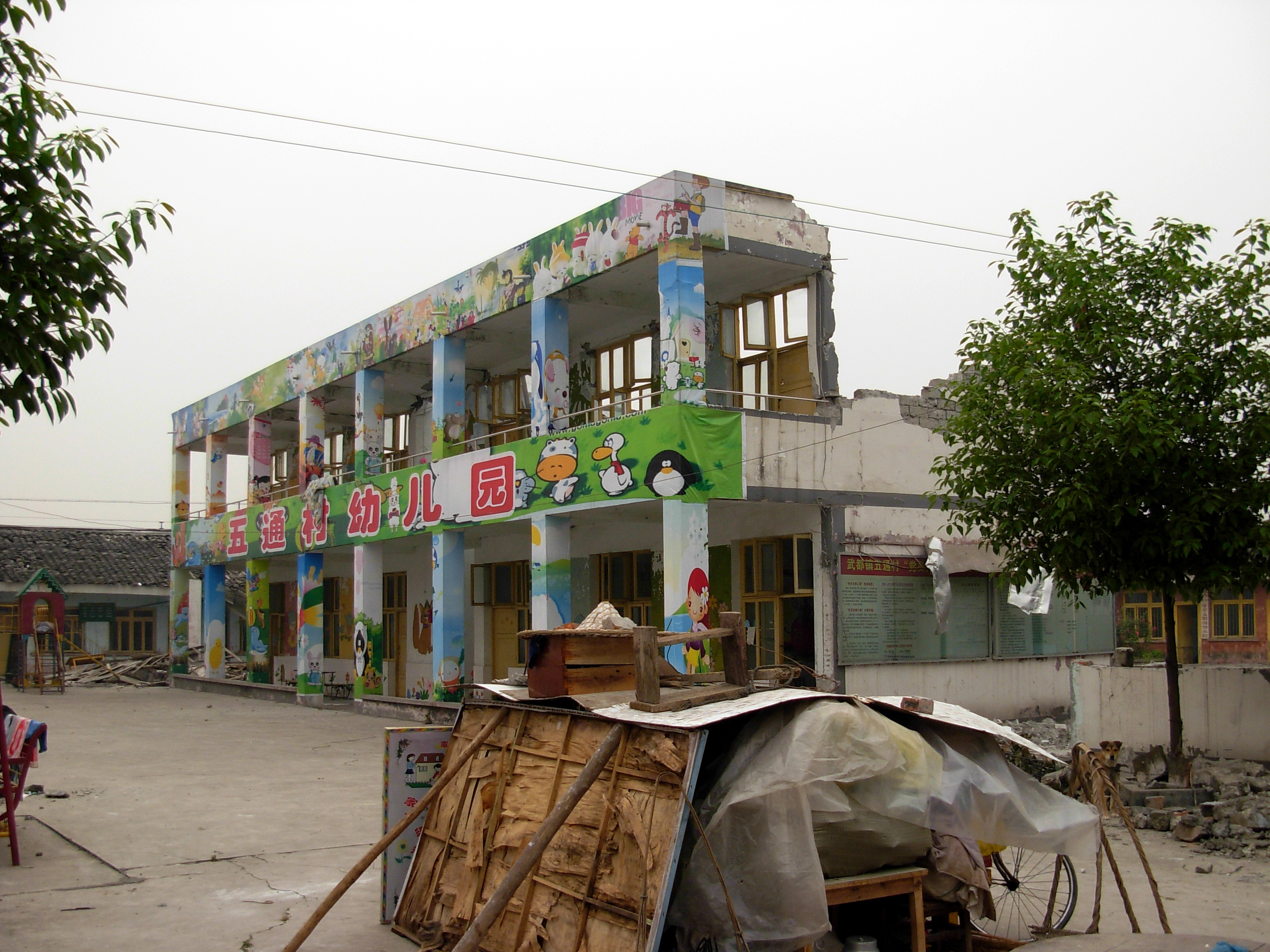
Una guardería, parcialmente derrumbada por el terremoto

Más de 7000 aulas se derrumbaron durante el terremoto, principalmente en zonas rurales, lo que supuestamente provocó la muerte de casi 5000 estudiantes (aunque algunos padres creen que la cifra real es el doble de la citada oficialmente). y más de 15 000 estudiantes heridos. El número total de fallecidos por el terremoto fue de unas 70 000 personas, además de unos 375 000 heridos. Un mes después del terremoto, casi 20 000 personas seguían desaparecidas y cinco millones se quedaron sin hogar. 
El número desproporcionado de derrumbes de escuelas dio lugar a debates abiertos sobre la falta de estándares adecuados en la construcción. Los padres afectados y los periodistas críticos señalaron que «cientos de escuelas se derrumbaron instantáneamente, incluso las de nueva construcción, mientras que los edificios más antiguos cercanos a menudo resultaron ilesos». Esto, a su vez, dio lugar a acusaciones de corrupción a funcionarios y contratistas del Ministerio de Educación que habrían sido cómplices en la construcción de los edificios escolares peligrosamente por debajo de los estándares exigidos por el mismo gobierno, mientras se embolsaban el excedente restante. El 26 de mayo, Wang Xuming, portavoz del Ministerio de Educación, declaró que el ministerio completaría una reevaluación de los edificios escolares en las zonas de pelifgro sísmico y que aquellos que hubieran construido escuelas de mala calidad serían «severamente castigados». Algunos padres protestaron por lo que, según ellos, un mes después del evento, equivalía a la inacción del gobierno.

## Análisis y opiniones

### Factores en el colapso de los edificios
El terremoto ha provocado el derrumbe de más de 6,5 millones de edificios y ha dañado unos 23 millones más, según el geólogo Liu Jie [刘杰], director del Departamento de Predicción de Terremotos del Centro (de China) para la Red de Estaciones de Monitoreo Sísmico dependiente de la Administración de Terremotos de China (CEA), que llegó a la zona del terremoto el mismo día del terremoto principal. Además de la magnitud y la intensidad del terremoto, la ubicación de los edificios fue un factor importante. En algunas ciudades que Liu inspeccionó, todos los edificios situados sobre la falla sísmica se derrumbaron, mientras que los edificios a decenas de metros de distancia no lo hicieron. La estructura de los edificios también fue un factor importante. Los edificios con luces mayores tienden a colapsar más fácilmente. El cuarto factor fue la calidad del edificio. Si el diseño debía ser lo suficientemente robusto, reforzado a un nivel superior a la intensidad del terremoto en el lugar, el colapso de ese edificio puede atribuirse definitivamente a la calidad de la construcción, explicó Liu. Por otro lado, si la intensidad del terremoto excede el código designado, sería difícil determinar si la calidad de la ingeniería sísmica es el factor decisivo de su colapso.

### Modos de colapso de los edificios
A pesar de estos factores, algunos ingenieros civiles chinos expresaron una opinión diferente y se unieron al público para criticar la atribución oficial inicial de los derrumbes de escuelas. Según Caijing, «la intensidad de un terremoto que excede la resistencia diseñada no significa que los edificios construidos según las especificaciones de calidad colapsarán. Incluso si colapsan, hay diferentes maneras en las que pueden colapsar y variaciones dentro del diseño del edificio. Tales colapsos no necesariamente deberían conducir a numerosas bajas humanas.» 

### Refuerzo sísmico para escuelas en la zona del terremoto
Un estudio posterior al terremoto indicó que la intensidad cerca del epicentro del terremoto era de categoría XI, excediendo con creces la intensidad de fortificación sísmica de intensidad VII asignada a Wenchuan (Sichuan) en GB 500011-2001, un estándar nacional para construcción para terremotos publicado en 2001. Beichuan, centro de otra zona de intensidad XI, había sido dividida en zonas de intensidad VI. La zonificación de Wenchuan, Beichuan y varias otras ciudades de Sichuan se revisó posteriormente a un nivel VIII, la segunda clasificación más alta de la norma.
GB50223-2004, el estándar nacional para la clasificación de refuerzo sísmico para construcción civil antes del terremoto, especificaba Clase B para escuelas con capacidad superior a 600, jardines de infantes y centros de cuidado infantil con capacidad superior a 200, lo que significaba que debían construirse por lo menos 1 nivel por encima de la intensidad de refuerzo sísmico de la zona. Sin embargo, contenía una disposición para permitir la construcción de escuelas de poca altura (tres pisos o menos) que podían cumplir con la intensidad de fortificación del área (Clase C). El gobierno se apresuró a revisar el estándar después del terremoto de Wenchuan. GB 50223-2008 eliminó tanto la disposición relativa a la capacidad (número de alumnos) como la relativa a la altura para exigir que todas las escuelas cumplan con la clase B.
En perspectiva, en la escuela primaria Yingxiu se derrumbó un edificio de cuatro pisos construido en 1999, donde tres cuartos de los 473 estudiantes fallecieron, mientras que en la escuela secundaria Xuankou se derrumbaron varios edificios de 3 y 4 pisos construidos en 2006, donde más del 80% de los más de 1200 estudiantes sobrevivieron. Ambas escuelas estaban ubicadas en la ciudad de Yingxiu (Wenchuan), casi en el epicentro del terremoto principal. En la Escuela Secundaria Beichuan (Beichuan), en la que se derrumbaron el 80% de los edificios, se derrumbaron dos edificios de cinco pisos construidos en 1998 que alguna vez fueron llamados «edificios de alta calidad», matando a casi la mitad de sus más de 2000 estudiantes. Según la norma GB50223-2004, la escuela secundaria Xuankou debería haberse construido para resistir VII + I en intensidad sísmica. La escuela secundaria Beichuan y la escuela primaria Yingxiu habrían sido construidas con un refuerzo sísmico de nivel VII si se hubieran construido después de 2004; pero debido a que fueron construidos incluso antes de la publicación de a norma GB 500011-2001, podrían haber utilizado estándares más antiguos o ninguno en absoluto.

## Intento de interferir con la investigación
Al justificar el tiempo relativamente extenso que utilizó la CEA para generar el diagrama de intensidad del terremoto de Wenchuan, el vicepresidente de la Asociación Internacional de Ingeniería Sísmica, Lili Xie [谢礼立], que fue miembro del equipo de investigación, indicó que «algunos [gobiernos locales] podrían querer hacer estimaciones más serias de los daños del terremoto, para poder obtener una mayor compensación», insinuando intentos de interferir con la investigación. El mismo artículo citó a «personas informadas» que sugirieron que otra motivación para el intento de interferencia sería tratar de aumentar la declaración de la intensidad del terremoto para evadir la responsabilidad por no seguir los códigos de diseño sísmico. A pesar de que CEA negó posteriormente que la intensidad publicada reflejara tal interferencia, Ma Zongjin [马宗晋], Presidente del Comité Nacional de Expertos sobre el Terremoto de Wenchuan y también Presidente del Comité Nacional de Expertos para la Prevención de Desastres, confirmó abiertamente que «algunos trabajadores locales querían aumentar [la evaluación de] los daños locales o la intensidad sísmica»  en una conferencia de prensa patrocinada por la Oficina de Información del Consejo de Estado de la República Popular China.

## Supresión de la disidencia
En julio de 2008, los gobiernos locales de la provincia de Sichuan coordinaron una campaña para silenciar a los padres afectados, cuyos hijos habían fallecido durante el terremoto, mediante pagos. Si los padres se negaban, los funcionarios amenazaban con que no iban a recibir ninguna compensación. Aunque los funcionarios chinos abogaban por una política de apertura antes de los Juegos Olímpicos, la presión sobre los padres para que firmasen las indemnizaciones demostraba que los funcionarios estaban decididos a crear una apariencia de armonía pública en lugar de investigar la corrupción o negligencia en la construcción de escuelas. Las indemnizaciones variaban según la escuela, pero en general eran muy similares. En Hanwang, a los padres se les ofreció un paquete valorado en 8800 dólares estadounidenses en efectivo y una pensión por padre de casi 5600 dólares estadounidenses. Muchos padres dijeron que firmaron las indemnizaciones, incluso si no se llevaba a cabo una investigación real. Los funcionarios siguieron utilizando métodos tradicionales de silenciamiento: agentes de la policía antidisturbios disolvieron protestas de padres; las autoridades cerraron con cordones las escuelas; y los funcionarios ordenaron a los medios de comunicación chinos que dejasen de informar sobre los derrumbes.
El 25 de julio de 2008, Liu Shaokun [刘绍坤], profesor de escuela de Sichuan, fue detenido por «difundir rumores y destruir el orden social». Posteriormente se informó a la familia de Liu que estaba siendo investigado bajo sospecha del delito de incitación a la subversión. Liu, una profesora de la Escuela Secundaria Guanghan [四川省德阳市广汉中学], de la ciudad de Deyang (Sichuan), viajó a zonas muy afectadas después del terremoto de Sichuan del 12 de mayo, tomó fotografías de los edificios escolares derrumbados y las subió a Internet. En una entrevista con los medios, expresó su enojo por «los edificios de mala calidad, de ‹tofu›.» Liu fue detenida el 25 de junio de 2008 en su escuela. Se la condenó a cumplir un año de reeducación por trabajo (RPT). Según las regulaciones sobre la reeducación por trabajo, las autoridades de seguridad pública pueden emitir una orden a cualquier persona para que cumpla hasta cuatro años en campos de reeducación sin juicio ni cargos formales. Después de que se le negaran varias visitas, la familia recurrió a organizaciones internacionales de derechos humanos, que denunciaron el caso e instaron al gobierno a liberarla, lo que llamó la atención de la comunidad internacional. El 26 de septiembre de 2008, Liu finalmente fue liberado para cumplir su condena fuera de los campos de reeducación.
También fue detenido el activista chino de derechos humanos Huang Qi. Estableció una empresa de servicios de Internet en octubre de 1998 para ayudar a buscar personas desaparecidas y lanzó un sitio web llamado Tianwang Xunren el 4 de junio de 1999. Huang Qi fue arrestado el 3 de junio de 2000 y sentenciado a cinco años de prisión el 9 de mayo de 2003 por el Tribunal Popular Intermedio de Chengdu por el delito de incitar a la subversión del poder estatal. Durante el terremoto de Sichuan, los medios informaron ampliamente sobre el trabajo de Huang Qi y su sitio web para ayudar a encontrar personas desaparecidas y reunir a los familiares. También escribió muchos artículos sobre familias que perdieron a sus hijos. Aunque inicialmente toleraron la información independiente, las fuerzas de seguridad de China comenzaron posteriormente a reprimir la disidencia y las quejas públicas. Según la organización Human Rights In China, fuentes dentro de China dijeron que en la tarde del 10 de junio de 2008, Huang Qi, Pu Fei, un voluntario de Tianwang y Zuo Xiaohuan, un ex maestro del Colegio de Maestros de Leshan, estaban desaparecidos después de que fueran obligados a entrar en un coche por desconocidos. En la tarde del 12 de junio de 2008, el abogado Xu, asesor legal de Tianwang, fue a la comisaría de policía de Jinyang (Chengdu) para presentar una denuncia de persona desaparecida. Según los informes, la policía le dijo a Xu que Huang Qi había sido detenido y que la notificación del procedimiento legal relacionado se enviaría a su familia, pero se negó a revelar los motivos de la detención de Huang. La madre de Huang Qi, Pu Wenqing, de 74 años, dijo que la familia no había recibido ninguna notificación de la policía en los últimos días.
El 12 de junio, un periodista de la BBC fue detenido brevemente en Dujiangyan debido al «peligro de nuevas réplicas» y se le recomendó que abandonara la ciudad. El 17 de junio, un grupo de derechos humanos con sede en Hong Kong informó que un profesor jubilado, Zeng Hongling, fue detenido por «subversión» después de publicar un ensayo crítico titulado «Mi experiencia personal en el terremoto». El 20 de junio, dos periodistas extranjeros fueron detenidos por «trabajar detrás de los cordones policiales» durante una protesta de padres en la ciudad de Wufu.
Li Chengpeng escribió un artículo sobre la construcción de escuelas en Beichuan en 2008 y en una columna en 2012 publicada por The New York Times, donde afirmó que un hombre llamado Gou Yandong había sido responsable de la construcción de seis escuelas que no sufrieron daños en el terremoto, pero que desde entonces Gou había sido tratado de forma involuntaria por problemas mentales inexistentes.

## Investigación retrasada
Aunque inicialmente el gobierno central fue elogiado por su respuesta al terremoto, especialmente en comparación con el bloqueo de la ayuda por parte de la junta militar de Birmania durante el ciclón Nargis, posteriormente se produjo una erosión de la confianza en el Gobierno por el escándalo de la construcción de escuelas.
El 23 de mayo de 2008, el gobierno prometió una investigación sobre el asunto. El 16 de junio, el Legal Daily anunció que los fiscales estaban iniciando una investigación, posiblemente dirigida por el investigador anticorrupción Hu Hong, que, en parte, investigará el colapso de diez escuelas en Shifang. En una conferencia de prensa oficial el 4 de septiembre de 2008, Ma Zongjin declaró: «Todavía estamos pensando e investigando cuidadosamente este asunto».